# Masaya Onosaka
Masaya Onosaka (小野坂 昌也 Onosaka Masaya?,  nacido el 13 de octubre de 1964 en Osaka) es un seiyū que trabaja actualmente para Aoni Production.

## Roles Interpretados

### Anime
- ～Ayakashi～japanese classic horror (Kikimaru)
- Agent Aika (Mochikusa)
- Angelic Layer (Ichiro Mihara)
- Baccano! (Isaac Dian)
- Beast Machines (Obsidian)
- Beet the Vandel Buster Excellion (episodio 11, Nyanjamar)
- Bleach (Shinji Hirako)
- Bobobo-bo Bo-bobo (Don Patch)
- Cardcaptor Sakura (Cerberus (grande))
- Captain Tsubasa J (Ryōma Hino, Announcer)
- Daigunder (Dorimogu)
- Digimon Frontier (SkullSatamon 1)
- Gun X Sword (Kaiji)
- Hajime no Ippo (Takeshi Sendo)
- Hetalia: Axis Powers (Francia)
- Kamikaze Kaitō Jeanne (Kaisei)
- Kinnikuman Nisei (Kinniku Mantarou)
- Koutetsu Sangokushi (Chouhi Masunori)
- Lovely Complex (Haruka Fukagawa)
- Magic User's Club (Takeo Takakura)
- MÄR (Nanashi)
- Moetan (Ah-kun)
- Omishi Magical Theater: Risky Safety (Padre de Moe)
- One Piece (Chuu, Spandine)
- One-Punch Man (Puri-Puri Prisoner)
- Oruchuban Ebichu (Employee, Kenji)
- Pet Shop of Horrors (Leon Orcot)
- Pokémon (Masaki Sonezaki)
- Power Stone (Fokker)
- The Prince of Tennis (Takeshi Momoshiro, Rick (ep 173))
- MegaMan NT Warrior (Torakichi Aragoma)
- Sailor Moon (Jadeite)
- Saint Seiya (Hydra no Ichi y Argor de Perseo)
- Shaman King (Ryō Kōjiro)
- Slam Dunk (Hikoichi Aida, Yasuharu Yasuda)
- The Soul Taker (Shiro Mibu)
- Sousei no Aquarion (Pierre)
- Spiral: Suiri no Kizuna (Takashi Sonobe)
- Tengen Toppa Gurren Lagann (Leeron)
- Tokyo Mew Mew (Asano)
- Trigun (Vash "za Sutanpīdo")
- Wolf's Rain (Ik)
- Yomigaeru Sora - Rescue Wings (Daigo Nihonmatsu)
- Yondemasu Yo, Azazel-san (Azazel)

### OVA
- Agent Aika (Juntarō Michikusa)
- .hack//SIGN (Piroshi)
- Gatchaman (G-1)
- Magic User's Club (Takeo Takakura)
- Mobile Suit Gundam Seed Astray (Lowe Guele)
- Nineteen 19 (青涩岁月)
- Nurse Witch Komugi (Shiro Mibu)
- Tales of Symphonia: The Animation (Zelos Wilder)
- The Prince of Tennis (Takeshi Momoshiro)
- Koe de Oshigoto (Shigekazu Sakanami)

### Películas de anime
- Cardcaptor Sakura: The Sealed Card (Cerberus (Grande))
- Kinnikuman Nisei (Kinniku Mantarou)
- Millennium Actress (Kyoji Ida)
- Tengen Toppa Gurren Lagann: Gurren-Hen (Leeron Rittonar)
- Tengen Toppa Gurren Lagann: Lagann-Hen (Leeron Rittonar)
- The Prince of Tennis: The Two Samurai (Takeshi Momoshiro)
- Saint Seiya Tenkai Hen Hydra Ichi
- Hetalia: Paint it! White Francia
- Gantz: O como Kimura Susumu

### Video games
- .hack (Piroshi)
- Dynasty Warriors series (Zhao Yun, Zhuge Liang)
- Gungrave (Balladbird Lee)
- Magna Carta (Chris)
- Persona 3 (Jin)
- Rogue Galaxy (Simon Wicard)
- Tales of Symphonia (Zelos Wilder)
- Tales of Symphonia: Dawn of the New World (Zelos Wilder)
- Valkyrie Profile (Jun)
- Valkyrie Profile: Lenneth (Jun)
- Kinnikuman Generations (Kinniku Mantaro)

### CD drama
- D.N.Angel (Dark Mousy)
- Hetalia - Axis Powers (France)
- Tales of Symphonia: Rodeo Ride Tour (Zelos Wilder)